# Campeonato dos Estados Unidos de Patinação Artística no Gelo de 2017
O Campeonato dos Estados Unidos de Patinação Artística no Gelo de 2017 foi a centésima edição do Campeonato dos Estados Unidos de Patinação Artística no Gelo, um evento anual de patinação artística no gelo onde os patinadores artísticos competem pelo título de campeão americano nos níveis sênior, júnior, noviço, intermediário e juvenil. A competição foi disputada entre os dias 14 de janeiro e 22 de janeiro, na cidade de Kansas City, Missouri.

## Eventos
- Individual masculino
- Individual feminino
- Duplas
- Dança no gelo

## Medalhistas
| Evento                        | Ouro                            | Prata                                  | Bronze                              | Peltre                               |
| Sênior                        |                                 |                                        |                                     |                                      |
| Individual masculino detalhes | Nathan Chen                     | Vincent Zhou                           | Jason Brown                         | Grant Hochstein                      |
| Individual feminino detalhes  | Karen Chen                      | Ashley Wagner                          | Mariah Bell                         | Mirai Nagasu                         |
| Duplas detalhes               | Haven Denney Brandon Frazier    | Marissa Castelli Mervin Tran           | Ashley Cain Timothy LeDuc           | Deanna Stellato Nathan Bartholomay   |
| Dança no gelo detalhes        | Maia Shibutani Alex Shibutani   | Madison Chock Evan Bates               | Madison Hubbell Zachary Donohue     | Elliana Pogrebinsky Alex Benoit      |
| Júnior                        |                                 |                                        |                                     |                                      |
| Individual masculino          | Alexei Krasnozhon               | Camden Pulkinen                        | Ryan Dunk                           | Eric Sjoberg                         |
| Individual feminino           | Kaitlyn Nguyen                  | Starr Andrews                          | Ashley Lin                          | Emmy Ma                              |
| Duplas                        | Nica Digerness Danny Neudecker  | Elli Kopmar Jonah Barrett              | Alexandria Yao Austin Hale          | Lindsay Weinstein Jacob Simon        |
| Dança no gelo                 | Rachel Parsons Michael Parsons  | Christina Carreira Anthony Ponomarenko | Lorraine McNamara]] Quinn Carpenter | Chloe Lewis Logan Bye                |
| Noviço                        |                                 |                                        |                                     |                                      |
| Individual masculino          | Maxim Naumov                    | Joseph Kang                            | Dinh Tran                           | Joonsoo Kim                          |
| Individual feminino           | Angelina Huang                  | Ting Cui                               | Pooja Kalyan                        | Alysa Liu                            |
| Duplas                        | Erin Coleman Derrick Griffin    | Ainsley Peterson Kristofer Ogren       | Greta Crafoord John Crafoord        | Eliana Secunda Blake Eisenach        |
| Dança no gelo                 | Jocelyn Haines James Koszuta    | Katerina DelCamp Maxwell Gart          | Sophia Elder Christopher Elder      | Elizabeth Tkachenko Alexei Kiliakov  |
| Intermediário                 |                                 |                                        |                                     |                                      |
| Individual masculino          | Ilia Malinin                    | Nicholas Hsieh                         | Philip Baker                        | Daniel Argueta                       |
| Individual feminino           | Stephanie Ciarochi              | Emilia Murdock                         | Ariela Masarsky                     | Emily Zhang                          |
| Duplas                        | Masha Mokhova Ivan Mokhov       | Jade Esposito Franz-Peter Jerosch      | Isabelle Martins Ryan Bedard        | Altice Sollazo Paul Yeung            |
| Dança no gelo                 | Katarina Wolfkostin Howard Zhao | Layla Karnes Jeffrey Chen              | Paulina Brykalova Daniel Brykalov   | Maria Soldatova Faddey Soldatov      |
| Juvenil                       |                                 |                                        |                                     |                                      |
| Individual masculino          | William Annis                   | Robert Yampolsky                       | Kai Kovar                           | Liam Kapeikis                        |
| Individual feminino           | Madison Nguyen                  | Tamnhi Hyunh                           | Haley Scott                         | Elise Freezer                        |
| Duplas                        | Sydney Flaum Chase Finster      | Josephine Hagan Evan Whitlow           | Jasmine Wong Danylo Siianytsia      | Ashley Fletcher Cayden McKenzie-Cook |
| Dança no gelo                 | Nastia Efimova Jonathan Zhao    | Alice Serbin Kenan Slevira             | Elliana Peal Ethan Peal             | Sarah Dutton Emmett King             |

## Resultados

### Sênior

#### Individual masculino
| Pos.              | Nome               | Pontos | PC         | PL          |
| ----------------- | ------------------ | ------ | ---------- | ----------- |
| Medalha de ouro   | Nathan Chen        | 318.47 | 106.39 (1) | 212.08 (1)  |
| Medalha de prata  | Vincent Zhou       | 263.03 | 87.85 (3)  | 175.18 (2)  |
| Medalha de bronze | Jason Brown        | 254.23 | 79.23 (4)  | 175.00 (3)  |
| Medalha de peltre | Grant Hochstein    | 248.31 | 79.10 (5)  | 169.21 (4)  |
| 5                 | Ross Miner         | 240.34 | 88.67 (2)  | 151.67 (8)  |
| 6                 | Alexander Johnson  | 233.39 | 75.19 (9)  | 158.20 (5)  |
| 7                 | Timothy Dolensky   | 228.76 | 78.86 (6)  | 149.90 (9)  |
| 8                 | Sean Rabbitt       | 228.02 | 73.41 (11) | 154.61 (7)  |
| 9                 | Max Aaron          | 227.80 | 72.54 (12) | 155.26 (6)  |
| 10                | Jordan Moeller     | 225.85 | 76.24 (8)  | 149.61 (10) |
| 11                | Andrew Torgashev   | 225.35 | 77.82 (7)  | 147.53 (11) |
| 12                | Kevin Shum         | 205.69 | 71.77 (14) | 133.92 (12) |
| 13                | Emmanuel Savary    | 200.73 | 73.75 (10) | 126.98 (16) |
| 14                | Scott Dyer         | 199.47 | 69.90 (16) | 129.57 (14) |
| 15                | Tomoki Hiwatashi   | 196.09 | 71.79 (13) | 124.30 (18) |
| 16                | Daniel Kulenkamp   | 193.74 | 65.08 (17) | 128.66 (15) |
| 17                | Shotaro Omori      | 191.53 | 58.81 (20) | 132.72 (13) |
| 18                | Oleksiy Melnyk     | 184.31 | 59.86 (19) | 124.45 (17) |
| 19                | Dennis Phan        | 181.14 | 60.78 (18) | 120.36 (19) |
| 20                | Jimmy Ma           | 181.07 | 70.41 (15) | 110.66 (21) |
| 21                | Sebastien Payannet | 170.56 | 57.07 (21) | 113.49 (20) |

#### Individual feminino
| Pos.              | Nome              | Pontos | PC         | PL          |
| ----------------- | ----------------- | ------ | ---------- | ----------- |
| Medalha de ouro   | Karen Chen        | 214.22 | 72.82 (1)  | 141.40 (1)  |
| Medalha de prata  | Ashley Wagner     | 211.78 | 70.94 (3)  | 140.84 (2)  |
| Medalha de bronze | Mariah Bell       | 197.92 | 63.33 (6)  | 134.59 (3)  |
| Medalha de peltre | Mirai Nagasu      | 194.90 | 71.95 (2)  | 122.95 (4)  |
| 5                 | Caroline Zhang    | 182.82 | 62.55 (7)  | 120.27 (5)  |
| 6                 | Gracie Gold       | 179.62 | 64.85 (5)  | 114.77 (9)  |
| 7                 | Angela Wang       | 175.13 | 58.16 (11) | 116.97 (7)  |
| 8                 | Amber Glenn       | 172.63 | 56.34 (12) | 116.29 (8)  |
| 9                 | Bradie Tennell    | 169.98 | 59.77 (9)  | 110.21 (11) |
| 10                | Tessa Hong        | 168.74 | 65.02 (4)  | 103.72 (14) |
| 11                | Paige Rydberg     | 166.92 | 61.60 (8)  | 105.32 (12) |
| 12                | Courtney Hicks    | 165.19 | 46.02 (18) | 119.17 (6)  |
| 13                | Livvy Shilling    | 161.90 | 59.73 (10) | 102.17 (15) |
| 14                | Megan Wessenberg  | 161.77 | 48.96 (16) | 112.81 (12) |
| 15                | Franchesca Chiera | 158.41 | 53.97 (13) | 104.44 (13) |
| 16                | Katie McBeath     | 141.20 | 49.33 (15) | 91.87 (17)  |
| 17                | Rebecca Peng      | 134.36 | 41.08 (19) | 93.28 (16)  |
| 18                | Hannah Miller     | 134.24 | 48.73 (17) | 85.51 (18)  |
| 19                | Ashley Shin       | 127.87 | 49.86 (14) | 78.01 (19)  |

#### Duplas
| Pos.              | Nome                                   | Pontos | PC         | PL         |
| ----------------- | -------------------------------------- | ------ | ---------- | ---------- |
| Medalha de ouro   | Haven Denney / Brandon Frazier         | 188.32 | 65.39 (2)  | 122.93 (1) |
| Medalha de prata  | Marissa Castelli / Mervin Tran         | 186.28 | 64.29 (4)  | 121.99 (2) |
| Medalha de bronze | Ashley Cain / Timothy LeDuc            | 184.41 | 69.33 (1)  | 115.08 (3) |
| Medalha de peltre | Deanna Stellato / Nathan Bartholomay   | 173.50 | 65.04 (3)  | 108.46 (5) |
| 5                 | Jessica Pfund / Joshua Santillan       | 168.90 | 58.05 (7)  | 110.85 (4) |
| 6                 | Chelsea Liu / Brian Johnson            | 159.96 | 57.02 (8)  | 102.94 (6) |
| 7                 | Erika Smith / AJ Reiss                 | 159.59 | 59.30 (6)  | 100.29 (7) |
| 8                 | Cali Fujimoto / Nicholas Barsi-Rhyne   | 138.90 | 44.84 (10) | 94.06 (8)  |
| 9                 | Joy Weinberg / Maximiliano Fernandez   | 132.57 | 42.71 (11) | 89.86 (9)  |
| WD                | Tarah Kayne / Danny O'Shea             | —      | 61.80 (5)  | — (WD)     |
| WD                | Alexandria Shaughnessy / James Morgan  | —      | 48.64 (9)  | — (WD)     |
| WD                | Jacquelyn Green / Rique Newby-Estrella | —      | — (WD)     |            |

#### Dança no gelo
| Pos.              | Nome                                | Pontos | PC         | PL         |
| ----------------- | ----------------------------------- | ------ | ---------- | ---------- |
| Medalha de ouro   | Maia Shibutani / Alex Shibutani     | 200.05 | 82.42 (1)  | 117.63 (2) |
| Medalha de prata  | Madison Chock / Evan Bates          | 199.04 | 79.96 (2)  | 119.08 (1) |
| Medalha de bronze | Madison Hubbell / Zachary Donohue   | 191.42 | 79.72 (3)  | 111.70 (3) |
| Medalha de peltre | Elliana Pogrebinsky / Alex Benoit   | 170.29 | 67.17 (5)  | 103.12 (4) |
| 5                 | Kaitlin Hawayek / Jean-Luc Baker    | 160.06 | 72.60 (4)  | 87.46 (8)  |
| 6                 | Anastasia Cannuscio / Colin McManus | 153.35 | 56.94 (8)  | 96.41 (5)  |
| 7                 | Julia Biechler / Damian Dodge       | 152.19 | 59.15 (6)  | 93.04 (6)  |
| 8                 | Karina Manta / Joseph Johnson       | 147.15 | 57.96 (7)  | 89.19 (7)  |
| 9                 | Charlotte Maxwell / Ryan Devereaux  | 139.20 | 56.88 (9)  | 82.32 (9)  |
| 10                | Elicia Reynolds / Stephen Reynolds  | 103.57 | 40.83 (10) | 62.74 (10) |
| 11                | Kseniya Ponomaryova / Oleg Altukhov | 93.29  | 38.89 (11) | 54.40 (11) |